# Gabrielle Wittkop
Gabrielle Wittkop (* 27. Mai 1920 in Nantes, Frankreich; † 22. Dezember 2002 in Frankfurt am Main) war eine französische Schriftstellerin, Künstlerin, Essayistin und Journalistin.

## Leben
Geboren als Gabrielle Ménardeau, lernte sie schon mit vier Jahren das Lesen und verfasste mit acht Jahren ihre erste Erzählung. Zum Studium ging sie nach Paris. Dort lernte sie während des Zweiten Weltkriegs ihren späteren Mann, den zwanzig Jahre älteren Übersetzer und Essayisten Justus Franz Wittkop, kennen, der auf der Flucht vor den Nationalsozialisten war und den sie bei sich versteckte. Ein Jahr nach dem Krieg 1946 zog sie mit ihm nach Deutschland. Dort machte sie sich als Übersetzerin und Buchautorin einen Namen – neben zahlreichen Romanen verfasste sie eine in vielen Auflagen erschienene Monographie zu E. T. A. Hoffmann und übertrug Werke von Theodor Adorno, Uwe Johnson, Wolfgang Hildesheimer und Peter Handke in das Französische. Auf dem Gebiet der bildenden Kunst umfasst ihr Œuvre hauptsächlich Collagen und Grafiken, die stilistisch dem fantastischen Realismus zugeordnet werden.
Aufhorchen ließ die bekennende Atheistin Wittkop im Nachkriegsdeutschland nicht zuletzt durch ihre offene Einstellung zu ihrer Bisexualität und ihr literarisches Vorbild, den Marquis de Sade.
Mit einer unheilbaren Krebserkrankung konfrontiert, nahm sich Gabrielle Wittkop am 22. Dezember 2002 in Frankfurt am Main das Leben.

## Schriften
Gabrielle Wittkop verfasste zahlreiche Bücher, die teilweise ins Deutsche übersetzt wurden. Seit 1972 erschienen unter anderem die Romane Le nécrophile, La Mort de C. und Sérénissime assassinat, der letztere auf Deutsch erschienen als Der Witwer von Venedig, sowie das von Francisco Goyas gleichnamigem Druck inspirierte Buch Le Sommeil de la raison.
Als Sachbuch erschien 1966 im Rowohlt-Verlag die Monographie E. T. A. Hoffmann in Selbstzeugnissen und Bilddokumenten, im Atlantis Verlag veröffentlichte sie die zusammen mit ihrem Mann verfasste kulturhistorische Abhandlung Paris. Prisma einer Stadt (auf Französisch erschienen als Paris. Histoire illustrée). Von Puppen und Marionetten, ein ebenfalls zusammen mit ihrem Mann geschriebenes kulturgeschichtliches Werk, erschien 1962 im Classen-Verlag.
Als Journalistin verfasste sie zahlreiche Artikel, unter anderem für die Frankfurter Allgemeine Zeitung.